# Rómeó és Júlia (opera, 1830)
A Rómeó és Júlia (eredeti olasz címén: I Capuleti e I Montecchi [’A Capuletek és a Montague-k’]) Vincenzo Bellini 1830. március 11-én, Velencében bemutatott kétfelvonásos operája. Ezt az operáját Bellini a finoman kidolgozott és arányosan megformált áriákra építette fel. A két szemben álló tábort a zene nem különíti el egymástól határozottan, így a zenei jellemzés kissé szegényesnek hat. Általában véve elmondható az opera zenéjéről, hogy az nem hatol a szereplők jellemének a mélyére.
1966-ban Claudio Abbado új változatot készített az operából, amiben Romeo nadrágszerepét tenorrá transzponálta, de az 1970-es évek közepétől mindenütt visszatértek az eredeti verzióhoz.

## Az opera szereplői
| Szereplő                         | Hangfekvés |
| -------------------------------- | ---------- |
| Júlia, Capellio lánya            | szoprán    |
| Rómeó, a Montague család feje    | alt        |
| Capellio, a Capulet család feje  | basszus    |
| Tebaldo, Júlia unokaöccse        | tenor      |
| Lorenzo, orvos, Capellio barátja | basszus    |

- Történik: Veronában a 13. században.

## Az opera cselekménye

### I. felvonás
Capellio tanácsba hívja híveit. Tebaldo jelenti, hogy a Montecchi család feje békekövetet küldött. Rómeó megölte Montecchi fiát, ezért száműzték Veronából, most azonban békét ajánlana. A kórus elfogadná a békét, de Capelliót fűti a bosszúvágy. Tebaldo kész segíteni leendő apósának a bosszú végrehajtásában. Capellio siettette Júlia és Tebaldo esküvőjét. Elküldi Lorenzót lányához, hogy készítse fel Júliát a nászra. Az orvos vonakodva bár, de eleget tesz a parancsnak. Ezután Rómeó jelenik meg álruhában. Hírnöknek mondja magát, és békét kér a Montecchi család nevében, valamint Júlia kezét saját maga számára. Capellio és hívei elutasítják kérését. Végül Rómeó is kardot ránt, és a harc mellett dönt.
Júlia türelmetlenül várja Lorenzót, aki egy titkos folyosón a lányhoz vezeti Rómeót. A szerelmesek boldogan omlanak egymás karjaiba.

### II. felvonás
Nászkórussal és a násznép bevonulásával kezdődik a felvonás. Rómeó álruhában elvegyül a család hívei között, és belopódzik az esküvői mulatságra. Lorenzo aggódik érte, de tudja, hogy Rómeó több száz híve várakozik a jelre, hogy végre megtámadhassák a Capuleteket. Csatazaj hallatszik. A vendégek gyorsan fegyvereik után nyúlnak. Ezt követően belép a terembe Júlia, és valamelyest csillapodnak a kedélyek. Rómeó kéri kedvesét, hogy szökjön meg vele. Társalgásukat Tebaldo és Capellio zavarja meg. Felismerik az előző jelenet hírnökében Rómeót, aki ekkor jelt ad híveinek, akik berontanak a házba. Kitör a csetepaté a két család hívei között. 

### III. felvonás
Júlia a szobájában türelmetlenül várja a híreket a fejleményekről. Nemsokára Lorenzo hírül hozza neki, hogy Rómeó embereit leverték, ő maga a városhoz közeli sziklák közé rejtőzött el. A lánynak perceken belül oltár elé kell állnia Tebaldóval. Lorenzo, hogy ettől megmentse, olyan altatót ad neki, amelytől tetszhalott állapotba kerül. Mielőtt Júlia beveszi a szert, megígéri neki, hogy gondoskodik róla: mikor felébred, senki más ne legyen mellette, csak Rómeó. Capellio jelenik meg, hogy sürgesse a lányt. Közben Rómeó beszökött a házba, hogy találkozhasson szerelmével, de Tebaldo felfedezte. Vívni kezdenek, majd Júlia szobájából halk nyögésre lesznek figyelmesek. A lány bevette az altatót, és azt hiszik meghalt.

### IV. felvonás
Rómeó kétségbeesetten keresi fel hívei kíséretében Júlia kriptáját. Leveszi a koporsó fedelét, embereit pedig elküldi. Ezután mérget vesz be, Júlia mellé fekszik és meghal. Júlia közben felébred és Rómeó még elmondhatta neki, hogy megmérgezte magát. A lány szerelme halála után, annak tőrével, szíven szúrja magát.
- Megjegyzés: az előadási gyakorlat miatt, a legtöbb forrás két felvonásban ismerteti az opera cselekményét.

## Diszkográfia
Eredeti változat
- Agní Bálca (Romeo), Edita Gruberová (Júlia), Gwynne Howell (Capellio), Dano Raffanti (Tebaldo), Sir John Tomlinson (Lorenzo); a Bajor Rádió Énekkara, Müncheni Rádiózenekar, vezényel: Riccardo Muti. (élő felvétel, 1984) EMI 768 846-8
- Vesselina Kasarova (Romeo), Eva Mei (Júlia), Ramón Vargas (Tebaldo), Umberto Chiumno (Capellio), Simone Alberghini (Lorenzo); a Bajor Rádió Énekkara, Müncheni Rádiózenekar, vezényel: Roberto Abbado (1997) RCA Red Seal 09026 68899 és Sony 88697856522 [Függelékként az ún. Malibran-változat II. felvonása]

Abbado-változat
- Giacomo Aragall (Romeo), Margherita Rinaldi (Júlia), Luciano Pavarotti (Tebaldo); Nicola Zaccaria (Capellio), Walter Monachesi (Lorenzo); Bolognai Teatro Communale Énekkara, Residentie Orkest Den Haag, vezényel: Claudio Abbado (élő felvétel: Holland Fesztivál, 1966. június 30.) Opera Magic’s OM 24162 és Frequenz 043-508
- Giacomo Aragall (Romeo), Renata Scotto (Júlia), Agostino Ferrin (Capellio), Luciano Pavarotti (Tebaldo), Walter Monachesi (Lorenzo); a milánói La Scala Ének- és Zenekara, vezényel: Claudio Abbado. (élő felvétel: Milánó, La Scala, 1968. január 8.) Gala GL 100.517